# Стара Грчка
Античка Грчка (често називана и као стара или древна Грчка) је термин који се у широком контексту употребљава да би описао цивилизацију која се развила над племенима који су говорили грчким језиком током старог века. Специфичније, термин античка Грчка се односи на цивилизацију која је почела да се уздиже током 8. века п. н. е. и периодом који је уследио након пропасти Микенске цивилизације, и која се развила на подручју континенталне Грчке, Мале Азије, Медитерана и обалама Црног мора све до 146. п. н. е. када је Грчка освојена од стране Римске републике. Цивилизација старих Грка се развила широм подручја источног Медитерана и данас се сматра углавном као најважнија цивилизација старог века. Историја античке Грчке, хронолошки се дели на четири главна дела. Први је архајска ера која је трајала отприлике од средине 8. века п. н. е. све до 5. века п. н. е. Други је класична ера, која је трајала од почетка 5. века п. н. е. и као традиционални датум завршавања тог периода се сматра смрт Александра Великог, 323. п. н. е. Трећи је хеленистичка ера која је трајала од смрти Александра Македонског до освајања Грчке од стране Рима 146. п. н. е. И четврти период је онај који се углавном употребљава између римског освајања Грчке и пропасти Римског царства.
Након пропасти Микенске цивилизације у 12. и 11. веку п. н. е. у Грчкој је уследио период познат као Мрачни век. Тај назив је коришћен из разлога зашто историјски и археолошки подаци о том периоду су веома оскудни. Током почетка Мрачног века на простору континенталне Грчке уследила је велика миграција хеленских племена. Главна четири хеленска племена из тог доба су била Дорци, Еолци, Јонци и Ахајци. После пропасти микенских центара уследила је велика сеоба грчког племена Дораца на југу Грчке што је изазвало велике пометње у становништву Грчке. Током 10. и 9. века п. н. е. уследила је прва велика колонизација Хелена. Тада су хеленска племена Еолаца, Јоњана и Дораца населила западне обале Мале Азије. Крајем Мрачног века, током 8. века п. н. е. уследило је формирање институције града-државе на хеленским просторима што ће обележити потоњи ток хеленске историје. Крајем 8. и током 7. века п. н. е. уследила је друга хеленска колонизација. У то доба Хелени су колонизовали подручја широм Медитерана и поготову јужну Италију и Сицилију, која ће остати позната као Велика Грчка. Након неуспешног покушаја Персије да покори Грчку, почетком 5. века п. н. е. хеленска цивилизација ће доживети свој врхунац средином 5. века п. н. е. То ће се нарочито изјаснити у Атини, која ће постати културни центар хеленског света. Нарастајуће супарништво измећу Атине и Спарте довешће до Пелопонеског рата који ће поделити и ослабити хеленски свет. Током 4. века п. н. е. грчки градови-државе пашће под утицај Македоније која ће покорити Персијско царство. Освајање Персијског царства омогућиће проширивање хеленске културе до Индије. Након македонског освајања Персије, на простору Блиског истока и северне Африке процветаће хеленистичка култура која ће бити доминантна следећих векова. Након римског освајања Грчке доћи ће до уског повезивања грчке и римске културе која ће остати позната као грчко-римска.
Данас античка Грчка се сматра колевком Западне цивилизације и цивилизацијом са према већини процена најзначајнијим доприносом у историји човечанства. Грчка цивилизација је дала одсудан допринос модерном свету у готово свим аспектима живота. Стари Грци се сматрају заслужним за открића у пољима филозофије, литературе, математике, физике, биологије, астрономије, архитектуре, историје као и за испостављање основних норми модерног друштва. Додатно стари Грци су били заслужни за испостављање демократије и слободе говора. Утицај хеленске цивилизације је имао нарочит утицај у доба ренесансе и просветитељства. У модерно доба утицај хеленске цивилизације се изражава нарочито кроз културну струју неокласицизма током 18. и 19. века, а науке које се баве изучавањем античке Грчке се зову класичне науке.

## Историја

### Грчко порекло
Верује се да су се Грци, крећући се према југу, доселили на грчко полуострво у неколико таласа пред крај 3000. година п. н. е, од којих је последњи био Дорска најезда. Раздобље од 1600. п. н. е. до око 1100. п. н. е. је доба микенске Грчке, а познато је по владавини краља Агамемнона и ратовима против Троје као што је приказано у Хомеровим еповима. Раздобље од 1100. године до 8. века п. н. е. назива се „мрачним добом” јер из тог раздобља нема никаквих записа, а археолошки докази су оскудни. Историја античке Грчке се завршава владавином Александра Великог који је умро 323. п. н. е. Следећи догађаји чине доба хеленистичке Грчке.
У прегледавању извора из историје античке Грчке потребна је велика опрезност. Грчки историчари и политички писци чија су дела преживела, а међу којима су посебно угледни Херодот, Тукидид, Ксенофон, Демостен, Платон и Аристотел били су углавном Атињани или њени симпатизери, а сви су били политички конзервативци. Стога знамо далеко више о историји и политици Атине од било којег другог града и његове историје. Штавише, ови су се писци усредсредили готово само на целокупну политичку војну и дипломатску историју, а занемарили су економску и социјалну. Сва се историја античке Грчке мора борити с тим пристрасностима у својим изворима.

### Успон Грчке
Грчка је у 8. веку п. н. е. почела излазити из мрачног доба које је следило након пропасти Микенске цивилизације. Писменост се изгубила и микенско писмо је заборављено, па су Грци прилагодили феничанско писмо грчкоме и од око 8. века почињу се појављивати писани записи. Грчка је била подељена на много малих заједница, полиса.
Док се Грчка економски опорављала, њено се становништво повећало више него што је било обрадиве земље. Због тога су Грци око 750. п. н. е. започели ширење које је потрајало 250 година, насељавајући колоније у свим правцима. На истоку су прво колонизовали егејску обалу Малу Азију, а онда Кипар и обале Тракије, Мраморно море и обале Црног мора. На западу су насељене обале Албаније, Далмације, Сицилије и јужне Италије, а онда и јужна обала Француске, Корзика па чак и североисточна Шпанија. Грчке колоније су основане и у Либији. Данашњи градови Сиракуза, Напуљ, Марсељ и Истанбул у свом почетак су били грчке колоније Суракуза, Неаполис, Масилија и Византион.
До 6. век п. н. е. Хелада (како Грци зову своју земљу) је постала културно и језичко подручје много веће од географског подручја Грчке. Грчки градови нису политички надзирали колоније које су оснивали, али су често остајали повезани с њима у религији и трговини.

### Социјални и политички сукоби
Грчки су градови у почетку били монархије, иако су многи градови били јако мали па назив „краљ” за њихове владаре лако може заварати због данашњег значења те речи. У унутрашњости земље, увек близу обрадивих површина, мали слој земљопоседника је имао моћ. Они су обликовали ратничку аристократију борећи се често у малим међуградским ратовима око земље. Међутим успон трговачког слоја (који се појавио увођењем кованог новца око 680. п. н. е.) започиње класни сукоб у већим градовима. Од 650. п. н. е. па надаље, аристократије су збачене и замењене народним вођама названим тиранима (τγρρανοι), реч која није имала данашње значење за окрутне диктаторе.
До 6. века појавило се неколико доминантних градова у грчким пословима. То су били градови Атина, Спарта, Коринт и Теба. Сваки од њих је ставио околна сеоска подручја и мање градове под своју управу, а Атина и Коринт су пак постали главна поморска и трговачка сила.
У Спарти се аристократија одржала на власти, а Ликургов устав (око 885. п. н. е.) који је додатно учврстио њену снагу, дао је Спарти трајни милитаристички режим под дуалном монархијом. Спарта је доминирала над осталим градовима на Пелопонезу, па је створила савез с Коринтом и Тебом.
Супротно у Атини је монархија забрањена 683. п. н. е., а Солонове реформе увеле су полу уставни састав аристократске владавине. Аристократе је заменила тиранија Пизистрата и његових синова, који су град учинили великом поморском и трговачком силом. Кад су Пизистрати збачени, Клистен је утемељио Прву светску демократију (500. п. н. е.) чију власт је имало веће свих мушких грађана. Ово није била права демократија какву познајемо из каснијег доба Перикла, Делског савеза и Атинског Поморског савеза, али је дефинитивно била клица идеје која ће се касније развити у читав систем.

#### Тиранија у Античкој Грчкој
Реч тиранин означава људе који су нелегитимним путем дошли на власт, док тиранија је владавина уз помоћ силе.
У периоду од 7-5. века п. н. е. долази до све већих социјалних и политичких сукоба у грчким полисима. Тада се уздижу тиранин и тиранија као нови поредак, који ће срушити стари и зауставити даље заоштравање сукоба.
Први тирани су били људи који су насилно узимали власт у грчким, али и негрчким градовима. Тиранија је, као нови поредак, у почетку имала доста успеха, јер су тирани владали силом и људима су деловали као стабилне вође. Убрзо се увидело да тиранија решава сукобе само тренутно, да се ти сукоби обнављају у још горем облику него раније. Тирани су, када би дошли на власт, уништавали дотадашњи правни поредак. У таквој ситуацији било је очигледно, да уколико не поштују законе, а не могу да донесу нове, онда их закон не може штитити и да стога могу бити убијени у било ком тренутку. Онај ко је желео да буде тиранин, морао је знати да га свако може у сваком тренутку убити, кад му се пружи прилика. С обзиром да тиранија није доносила никакве промене на боље, људи су почели да пружају отпор.
Отпор тиранији су пружали тако што су организовали завере и ратове. Завере су углавном организовали они који су блиски тиранима, њихови пријатељи, док су ратове организовали људи који су протерани и успели да окупе војску и нападну тиранина. Отпори су углавном били успешни и завршавали су се убиством тиранина. Тиранин се могао одупрети отпору једино ако би на време побегао пред непријатељем.
Неки полиси су покушавали да спрече тиранију тако што су уводили нове органе власти који би контролисали злоупотребу власти. Тако је у Спарти створен Ефорат, док се у Атини сличан орган власти називао Ареопаг. Улоге тих институција су касније другачије схватане, тј. да су оне ту да би се бориле против тираније, а не да ограничавају власт. Иако су постојале такве институције, као мере предострожности тиранији, ипак је дошло до успостављања Пизистратове тираније у Атини. Сем што је Пизистартова тиранија била најпознатија тиранија у старом веку, значајна је и због тога што после ове тираније је почела да се развија демократија у Атини. Ипак важнији је отпор који су два човека, Хармодије и Аристогитон, пружили тиранији.
Након Пизистратове смрти, владала су његова три сина Хипија, Хипарх и Тетал.
Један од синова, Хипарх се заљубио у Хармодијеву сестру. Хармодије као обичан човек, чувар породице и метафорично, чувар закона и дотадашњег поретка, морао је да се супротстави тиранину, који је насилно покушао да придобије љубав. Он је сковавши заверу са својим другом Аристогитоном, убио Хипарха. Хармодије и Аристогитон убијен одмах након завере коју су сковали.
Хармодије и Аристогитон, Хипарховим убиством нису успели да сруше тиранију, борба против тираније је и после њих настављена. Тиранија је, после низа борби, коначно срушена од стране Атињана, који су побегли из Атине и скупили војску. Иако су раније људи пружали отпор тиранији попут Хармодија и Аристогитона, њихов отпор је значајан, јер су Хармодије и Аристогитон сматрани утемељитељем новог демократског и слободарског поретка.
Након завршетка ове тираније почињу Клистенове реформе, чиме демократија почиње слободно да се развија. Тако да се сматра да су Хармодије и Аристогитон отворили пут слободном развијању демократије. Као и свака легенда и ова има низ варијација, али у свакој од њих, најзначајнија јесте управо ова карактеристика, да су Хармодије и Аристогитон, отворили пут ка развоју демократије. Они су након тога постали хероји. У њихову част подизани су споменици, имена Хармодије и Аристогитон нису смела да се дају робовима, да се не би укаљао њхов углед, певане су песме о њима. Људи су их обожавали и они су постали покретачка снага Атинског друштва. Слава који су достигли тираноубице никада неће бити премашена.
Отпор тиранији је и даље постојао, у каснијем периоду, међутим, он више није пружан у сврху да се сачува некадашњи поредак, већ да омогући настајање новог поретка.

### Грчко-персијски ратови
У Јонији (данашња егејска обала Турске) грчки градови, који су укључивали велика средишта попут Милета и Халикарнаса, нису могли одржати своју независност и дошли су под власт Персијског царства средином 6. века. Грци су 499. п. н. е. подигли Јонски устанак, па су им Атина и Еретрија пристигле у помоћ са по 20 (Атина) и 5 (Еретрија) тријера помоћи, које ће у каснијем походу на копнену Грчку Персија искористити као изговор за напад.
Персијски Велики владар, Дарије I, угушио је 490. п. н. е. побуну јонских градова, пославши флоту да казни Грке. Персијанци су се искрцали на Атици, али их је грчка војска под водством атинског војсковође Милтијада поразила у Маратонској бици. Један од јунака те битке био је грчки војник Филипит који је по побједи Грка отрчао 43 km да би јавио сународницима да су савладали супарничку војску, бројчано надмоћнију. По том догађају данас се трчи маратон. Посмртни гроб атинских погинулих бораца још се увек може видети на Маратонском пољу.
Десет година касније Даријев наследник Ксеркс I послао је копном знатно већу силу. Спартански краљ Леонида зауставио га је код Термопила. Леонида је поражен, а Ксеркс је наставио напредовање према Атици гдје је освојио и спалио Атину. Атињани су претходно напустили град склонивши се на острво Саламину и под водством Темистокла су поразили персијску морнарицу у бици код Саламине. Годину дана касније Грци су под вођством Спартанца Паусанија поразили персијску војску код Платеје, захваљујући вештој тактици Паусаније да пошаље остатак флоте који је Грчка имала на острву Делосу, на Јонску обалу, да подбуни Јонске Грке, како би натерао персијског војсковођу Мардонија, да део трупа одмах пошаље кући да то спрече, а са остатком да што брже победи Грке. Међутим, није успео ни у једном од ова два наума.
Атенска се морнарица тада окренула гонећи Персијанце са Егејског мора и 478. п. н. е. Атињани су заузели Византион. Док су напредовали створили су Делски савез у којем су биле све острвске и неке континенталне државе. Савез је назван по светом острву Делу на којем се чувала заједничка ризница. Спартанци, иако су одиграли важну улогу у рату, повукли су се након тога у изолацију допуштајући Атињанима да успоставе поморску и трговачку силу којој није било равне.
Грчко-персијски ратови довели су до великих разарања, људских жртава, јачања Атине... На крају свега дошло је до супарништва Спарте и Атине јер су Атињани били главни у држави и себи су давали највише. То је један од узрока Пелопонеског рата.

### Превласт Атине
Грчко-персијски ратови су најавили век атинске превласти у грчким пословима. Атина је била неизазван господар мора и такође водећа трговачка сила, иако је Коринт остао њен озбиљни противник. Водећи државник тог периода био је Перикле који је искористио порез који су плаћали чланови Делског савеза за изградњу Партенона и осталих великих споменика класичне Атине. До средине 5. века Савез је преименован у Атински поморски савез, симболизујући Периклов пренос заједничке ризнице с Дела у Атину 454. п. н. е.
Богатство Атине је привлачило многе талентоване људе из свих делова Грчке, те је створило богати беспослени слој који су постали заштитници уметности. Атинска држава је подупирала и науку и уметност, а нарочито архитектуру. Атина је постала центар грчке књижевности, филозофије (види грчку филозофију) и умјетности (види грчко позориште). Нека од највећих имена западноевропске културне и интелектуалне историје живела су у Атини током тога периода: драматичари Есхил, Аристофан, Еурипид и Софокле, филозофи Аристотел, Платон и Сократ, историчари Херодот, Тукидид и Ксенофон, песници Симонид и кипар Фидија. Град је постао, по Перикловим речима, „школа Хеладе”.
Остале грчке државе у почетку су прихватиле Атинско вођство у наставку рата против Персијанаца, али након пада конзервативног политичара Кимона 461. п. н. е., Атина је постала све израженије империјалистичка сила. Након грчке победе у бици код Еуримедонта 466. п. н. е., Персијанци више нису били претња, па су неке државе, попут Наксоса, покушале иступити из савеза, или су били присиљени да се покоре. Нове атинске вође, Перикле и Ефијалт, пустили су да се односи између Атине и Спарте погоршају, па је 458. п. н. е. избио рат. Након неколико година бескрајног рата потписан је 30-годишњи мир између Делског и Пелопонеског савеза (Спарта и њени савезници). То се подударило са поморском битком код Саламине на Кипру, задњом битком између Грка и Персијанаца, а након које је закључен Калијин мир (447. п. н. е.) између Грка и Персијанаца.

### Пелопонески рат
431. п. н. е. поново је избио рат између Атине и Спарте и њених савезника. Повод рату био је спор око Епидамна (Данашњи Драч) који је био колонија Коркире (данас острво Крф) а Коркира колонија Коринта, у којем је Атина посредовала. Прави узрок било је растуће незадовољство Спарте и њених савезника због атинске превласти у грчким пословима. Рат је трајао 27 година, делом због Атине која је као поморска сила имала превласт на мору и Спарте која је као најјача копнена сила побеђивала на копну.
Спартанска почетна стратегија била је инвазија Атике, али су се Атињани склонили иза својих чврстих зидина. Спартанци су ово чинили с намером да испровоцирају Атињане да изађу ван својих Дугих бедема видевши како им непријатељ пустоши усеве. Нажалост по Спартанце, Атињани чак ни пред овим нису попустили. Током опсаде у граду је избила куга која је проузроковала велике губитке, а од које је страдао и сам Перикле. У исто време атинска морнарица је искрцала војску на Пелопонез, те је победила у биткама код Наупакта (429. п. н. е.) и Пила (425. п. н. е.). Такав начин ратовања ниједној страни није успео донети одлучујућу победу, па је након неколико година бесконачног ратовања умерени атински вођа Никија закључио Никијин мир (421. п. н. е.).
Непријатељство између Спарте и атинског савезника Арга је ипак довело до наставка борбе 418. п. н. е. Спарта је поразила здружене војске Атине и њених савезника код Мантинеје (418. п. н. е.). Наставак борбе донело је радикалну странку, коју је водио Алкибијад, поново на власти у Атини. 415. п. н. е. Алкибијад је уверио Атинско веће да покрене главни поход против Сиракузе, пелопонеског савезника на Сицилији. Поход је био потпуни промашај и експедицијска сила је изгубљена. Никија је заробљен, а Алкибијад је отишао у прогнанство. То је била прекретница у ратовању.
Спарта је тада саградила морнарицу да изазове атенску поморску силу, те је пронашла одличног војсковођу Лисандра који је искористио први стратешки потез заузевши Хелеспонт, извор атинског увозног жита. Под претњом глади, Атињани су послали своју задњу морнарицу да се суочи с Лисандром који их је одлучно поразио код Егоспотама (405. п. н. е.). Губитак властите морнарице запретила је Атини пропашћу. Зато је 404. п. н. е. Атина затражила мир, а Спарта је то условљавала очекивано тешком погодбом: Атина је изгубила властите зидине, морнарицу и све прекоморске поседе. Уз спартанску помоћ антидемократска странка је завладала у Атини.

### Превласт Спарте и Тебе
Крај Пелопонеског рата учинио је Спарту господаром целе Грчке, али уски видокруг спартанских елитних ратника није се прилагодио тој улози. Током неколико година демократска странка је повратила власт у Атини и осталим градовима. Спартанске вође су 395. п. н. е. одузеле службу Лисандру, па је Спарта изгубила поморску надмоћ. Спарта је 387. п. н. е. запрепастила грчко јавно мњење закључивши споразум с Персијом којим су Персијанци окружили грчке градове у Јонији и на Кипру, тако поништавајући сто година грчких победа над Персијом. Спарта је тада покушала ослабити моћ њене бивше савезнице Тебе, што је довело до рата у којем је Теба склопила савезништво са старим непријатељем, Атином. Тебанске војсковође Епаминонда и Пелопида извојевали су одлучујућу победу у бици код Леуктре (371. п. н. е.).
Последица те победе био је крај спартанске и успостављање тебанске надмоћи. Такође је и Атина обновила велик део своје претходне моћи. Превласт Тебе била је кратког века. Епаминондином смрти код Мантинеје (362. п. н. е.) град је изгубио свог највећег вођу, а његови наследници учинили су велику грешку започевши неуспешни десетогодишњи рат с Фокидом. Тебанци 346. п. н. е. су позвали Филипа II Македонског да им помогне против Фокиђана, те су тако по први пут увукли Македонце у грчке послове.

### Успон Македонаца
Краљевство Македонаца створено је у 7. веку п. н. е. Неки Грци су сматрали Македонце варварима, али без обзира на њихово етничко порекло, они су од 5. века п. н. е. говорили грчким језиком и били део грчке културе. Македонци су имали незнатну улогу у грчкој политици пре почетка 4. века п. н. е., те је Филип други, предузимљив човек који се школовао у Теби, хтео имати већу улогу. Нарочито је хтео бити прихваћен за новог грчког вођу у враћању слободе грчким градовима у Азији који су били под персијском влашћу. Заузевши грчке градове Амфипол, Метону и Потидеју, стекао је управу над македонским рудницима злата и сребра. То му је дало изворе да оствари своје намере.
Филип је успоставио македонску превласт над Тесалијом (352. п. н. е.) и Тракијом, а до 348. п. н. е. је надзирао све северније од Термопила. Користио је своје велико богатство да поткупи грчке политичаре и створи „македонску странку” у сваком грчком граду. Његова интервенција у рату између Тебе и Фокиде донела му је препознатљивост грчког вође и дало му је могућност да постане водећа сила у грчким пословима. Али без обзира што је његово искрено дивљење било према Атини, атински је вођа Демостен у својим славним говорима (филипикама) подстицао Грчке градове да се одупру његовој моћи.
Теба, Атина, Спарта и остале грчке државе створиле су 339. п. н. е. савезништво, да се одупру Филипу и да га избаце из грчких градова које је заузео на северу. Међутим Филип је напао први, напредујући по Грчкој где је 338. п. н. е. код Херонеје поразио здружене грчке градове. Тај догађај традиционално означава крај ере грчких градова-држава као независних политичких јединица, иако су Атина и остали градови преживели као самосталне државе све до римских времена.
Филип је покушао победити Атину додворавањем и даровима, али није успео. Организовао је градове у Коринтски савез и прогласио да ће водити напад на Персију како би ослободио грчке градове и осветио персијске инвазије у претходном веку. Пре него што је то могао учинити убијен је 336. п. н. е.

### Освајања Александра Великог
Филипа је наследио 20-годишњи син Александар који је одмах наставио спроводити очеве планове. Отпутовао је у Коринт где су га окупљени грчки градови признали за вођу Грка. Након тога кренуо је на север да скупи војску. Војска којом је напао Персијско царство је углавном била састављена од Македонаца, али су се такође пријавили и многи занесењаци из грчких градова. Док је Александар ратовао у Тракији, чуо је да су се грчки градови побунили. Појурио је поново на југ, освојио и разорио Тебу до темеља као упозорење свим грчким градовима ако би се покушали одупрети његовој снази.
334. п. н. е. Александар је кренуо у Азију где је поразио Персијанце на реци Граник. Тиме је стекао контролу над јонском обалом, те је направио победничку поворку кроз ослобођене грчке градове. Након што је договорио послове у Анадолији наставио је напредовање јужно кроз Киликију до Сирије где је поразио Дарија III код Иса (333. п. н. е.). Онда је наставио кроз Феникију до Египта којег је освојио без икаквог отпора. Египћани су га дочекали као ослободитеља од персијског угњетавања.
Дарије је сада био спреман да склопи мир, где би се Александар победнички вратио кући, али Александар је одлучио да освоји Персију и постави себе за владара читавог света. Напредовао је североисточно кроз Сирију и Месопотамију, те је опет поразио Дарија код Гаугамеле (331. п. н. е.). Дарије је кренуо у бег, али су га убили властити војници. Александар се прогласио господарем Персијског царства, заузевши Сузу и Персепољ без отпора.
У међувремену грчки градови су покушавали обновити напоре да се ослободе македонске моћи. Код Мегалопола 331. п. н. е., Александров регент Антипатер поразио је Спартанце који су одбили да се придруже Коринтском савезу и признају македонску превласт.
Александар се журио напредујући кроз данашњи Авганистан и Пакистан до долине реке Инд и 326. п. н. е. је дошао до Пенџаба. Могао је лако напредовати све до Ганга и Бенгала али је његова војска одбила да иде даље, јер је била уверена да су дошли на крај света. Александар се нерадо вратио назад. Умро је од грознице у Вавилону 323. п. н. е.
Александрово Царство се распало убрзо након његове смрти, али његова освајања заувек су променила грчки свет. Хиљаде Грка је путовало с њим или за њим да се насели у новим грчким градовима које је основао док је напредовао. Најважнији град била је Александрија у Египту. Краљевства у којима се говорило грчким језиком основана су у Египту, Сирији, Ирану и Бактрији. Започело је хеленистичко доба.

## Религија старих Грка
Иако је обожавање бога неба Зевса почело већ у 3. миленијуму пре н. е, грчка религија у ужем смислу речи јавила се око 750. п. н. е. и трајала око хиљаду година, ширећи утицај по медитеранском свету, а и даље. Грци су имали много богова који су управљали разним природним или друштвеним силама (нпр. Посејдон морем, Деметра жетвом, Хера браком). На разним местима поштована су разна божанства, али су Хомерови епови допринели да се створи јединствена религија, у којој су за главне богове веровало да живе на планини Олимп под влашћу Зевса. Грци су поштовали и разне богове из природе: Пана, Нимфе, Најаде, Ериније, Нереиде и сатире, поред Фурија и Суђаја. Клањали се и херојима из прошлости, као што су Херакле и Асклепије. Од велике важности је било жртвовање животиња, обично у храму на олтару бога. Друге култне активности обухватале су молитве, жртве ливенице, поворке, атлетска такмичења и прорицања, посебно кроз пророчишта и птице. Од великих религијских фестивала издвајају се Дионизијске игре у Атини, светковина Зевса на западном Пелопонезу која је обухватала и олимпијске игре.
Смрт је сматрана достојна презира. Мртви су живели у Хадовом краљевству, а само су хероји уживали у Елизију. Велики грешници трпели су муке у Тартару. Мистичне религије су се појавиле да задовоље потребу за личним вођством, спасењем и бесмртношћу. Грчка религија се изгубила када је на сцену ступило хришћанство, поготово када је 363. н. е. умро њен велики заговорник Јулијан.

### Старогрчка митологија
Грчка митологија представља усмена и писмена предања старих Грка о њиховим боговима и херојима и природи и историји. За грчке митове и легенде данас се првенствено зна из грчке књижевности, укључујући и таква класична дела као што су Хомерова Илијада и Одисеја, Хесиодови „Послови и дани” и „Теогонија”, Овидијеве „Метармофозе” и драме Есхила, Софокла и Еурипида. Митови се баве стварањем богова и света, борбом за превласт међу боговима и победу Зевса, љубавне везе и свађе међу боговима и последице њихових пустоловина и моћи које се осећају у свету смртника, укључујући њихову повезаност са природним појавама као што су грмљавина или годишња доба и њихову везу са култним местима и ритуалима. У највеће грчке митове и легенде спадају приче о Тројанском рату, лутањима Одисеја, Јасоновој потрази за златним руном, Хераклеовим подвизима, Тезејевим авантурама и Едиповој трагедији.

### Старогрчка музика
Само 40 фрагмената старогрчке музике је обновљено, зато што се веровало да потиче од паганских обреда, те је римокатоличка црква веровала да сви они морају бити уништени. Папа Александар I je 110. године н.е. наредио уништење свих остатака музике Античке грчке паљењем на главном тргу у Риму.

### Пророчишта
Прорицање је пракса проналажења скривених значења догађаја и предсказивања у будућности. Прорицање се среће у свим друштвима, античким и модерним, мада им се методе разликују. У античкој Грчкој и Риму постојала су многа пророчишта. Најславније је било Аполоново пророчиште у Делфима, где је медијум преко 50 година била жена звана Питија. Након купања у Кастилијаном извору, она је силазила у подземну просторију, седала на свети троножац, и онда жвакала лишће ловора, који је био посвећен Аполону. Остала пророчишта, укључујући она у Кларосу (Аполоново), Олимпији (Зевсово) и Епидаурусу (Асклепијево) консултована су најразличитије начине; на пример, најстарије од свих пророчишта, Зевсово у Додони, говорило је шапутањем листа светог храста. У неким храмовима молилац би спавао у светом гају и добијао одговор у сну.

## Олимпијске игре
Стари Грци су имали много светковина, од којих су најзначајније биле олимпијске игре. То су била спортска такмичења у част бога Зевса којем су подигли и велики споменик у његову част висок 13 m. У античком периоду проглашена је једним од Седам свјетских чуда антике. Олимпијске игре су се одржавале сваке четврте године у граду Олимпији на Пелопонезу, по коме су и добиле назив. Прве забележене олимпијске игре одржаване су 776. године пре нове ере и од тада су Грци почели да рачунају време по њима. Такмичило се у трчању, скоку у даљ, бацању копља и диска, рвању, боксу, тркама двоколицама. Победник би добијао вечну славу и венац од маслинових гранчица. На олимпијским играма су могли да учествују само Грци. Током њиховог одржавања сви ратови и сукоби су престајали.

## Науке
Грци су унапредили многе науке, а највише историју, филозофију, географију, медицину, математику и астрономију. Отац историје био је Грк Херодот који је написао дело „Историја”. У њему је описао историју народа Старог истока и грчко-персијске ратове. Други велики грчки историчар био је Тукидид, који је написао „Историју Пелопонеског рата”.
Посматрање и изучавање небеских тела било је веома важно код Старих Грка. они су први приметили да се небеска тела крећу око једног центра, али су мислили да је тај центар планета Земља.
Грци су проучавали људско тело и болести које га нападају. Веома су ценили лекаре — веровали су у бога лечења Асклепија, Још је Хомер у Илијади написао да један лекар вреди као више људи. Најпознатији грчки лекар био је Хипократ.
Ипак, од свих наука, Стари Грци су остали највише упамћени по филозофији. На грчком филозофија значи „љубав према мудрости”. Филозофи су покушавали да свате свет и друштво око себе и размишљали како да их побољшају. Најпознатији грчки филозофи су били Сократ, Платон и Аристотел. Сократ је сматрао да човек треба најпре да упозна себе самог, па затим свет око себе. Платон је у Атини отворио школу под називом Академија, која је требало да образује будуће државнике. Сматрао је веома важним да владар буде учен и ваљан како би држава била успешна. Аристотел је најпознатији филозоф старог века. Он је истакао разум као основу човековог деловања и највише утицао на све касније филозофе.

## Књижевност
Грци су од Феничана преузели Алфабет и тако почели да пишу у 8. веку пре нове ере. Од књижевних врста, највише су ценили поезију и драму. Поезија се делила на епску, која је говорила о подвизима богова и хероја, и лирску, која је певала о осећањима. Од епских песника најпознатији је био Хомер. Он је спевао епове Илијаду, која говори о Тројанском рату, и Одисеју, која говори о лутању краља Одисеја после Тројанског рата у потрази за домовином. Од лирских песника, најпознатија је била песникиња Сапфа, која је живела на острву Лезбу. Грчка драма настала је из верских светковина посвећених богу вина и весеља Дионису, кога су Грци представама покушавали да забаве и умире да не би подивљао. Драме су се делиле на комедије, смешне приче из свакодневног живота, и трагедије, приче о несрећним судбинама богова и хероја. Драмске представе су се изводиле у полукружним каменим позориштима. Само мушкарци су могли да буду глумци, тако да су они играли и женске улоге. Глумци су носили маске које су, по изразу лица, показивале карактер драмског лика. Грци су највише ценили живу реч, тако да се много радило на вештини говорништва. Најпознатији говорник био је Демостен.

### На српском
- Битен, Ан-Мари (2010). Стара Грчка. Београд: CLIO. ISBN 978-86-7102-362-7.
- Бабић, Сташа (2008). Грци и други: античка перцепција и перцепција антике. Београд: Clio. ISBN 978-86-7102-282-8.

### На енглеском
- Shanks, Michael (1996). Classical Archaeology of Greece. London: Routledge. ISBN 978-0-203-17197-4.
- Freeman, Charles (1996). Egypt, Greece and Rome. Oxford University Press.
- MacKendrick, Paul (1962). The Greek Stones Speak: The Story of Archaeology in Greek Lands. St. Martin's Press.
- Gillies, John (1835). The History of Ancient Greece: Its Colonies and Conquests, from the Earliest Accounts Till the Division of the Macedonian Empire in the East: Including the History of Literature, Philosophy, and the Fine Arts. J. Marot.
- Goodrich, Samuel Griswold (1846). A Pictorial History of Greece: Ancient and Modern. Huntington & Savage.